# 王宗本
王宗本（？—？），原名謝從本，唐朝末年軍事人物。
王宗本本姓謝，最初擔任陳敬瑄的資簡都制置應援使。大顺二年（891年），高祖王建攻成都，他殺死雅州刺史張承簡投降；陳敬瑄被平定，王建顧及其功，就收作養子，改名王宗本。之後他曾出任渝州刺史，惟不久就罷官，回到成都。天復三年（903年），王宗本向王建提出攻打荆南，因此被任命為開道都指揮使；出兵時，䕫州刺史侯矩投降，取得䕫州、忠州、萬州、施州四地。其後他遷任武泰軍留後，治黔州，而他因當地瘴癘而上表徙軍治到涪州，王建嘉許了他，之後王宗本在史書中失去記載。